# Municipio de Liberty (condado de Decatur)
El municipio de Liberty (en inglés: Liberty Township) es un municipio ubicado en el condado de Decatur en el estado estadounidense de Kansas. En el año 2010 tenía una población de 51 habitantes y una densidad poblacional de 0,56 personas por km².

## Geografía
El municipio de Liberty se encuentra ubicado en las coordenadas 39°52′29″N 100°34′8″O / 39.87472, -100.56889. Según la Oficina del Censo de los Estados Unidos, el municipio tiene una superficie total de 91.02 km², de la cual 91 km² corresponden a tierra firme y (0,03 %) 0,02 km² es agua.

## Demografía
Según el censo de 2010, había 51 personas residiendo en el municipio de Liberty. La densidad de población era de 0,56 hab./km². De los 51 habitantes, el municipio de Liberty estaba compuesto por el 96,08 % blancos y el 3,92 % eran de una mezcla de razas. Del total de la población el 3,92 % eran hispanos o latinos de cualquier raza.